# یاپاگاما
یاپاگاما (به لاتین: Yapagama) یک منطقهٔ مسکونی در سری‌لانکا است که در استان مرکزی (سری‌لانکا) واقع شده‌است.